# Informatique mobile
L'informatique mobile est une interaction personne-machine dans laquelle un ordinateur est transporté lors de son utilisation, tout en permettant la transmission de données, de la voix et de la vidéo.
L'informatique mobile implique des communications mobiles, des appareils mobiles et des applications mobiles. Les communications mobiles impliquent des réseaux de communications adaptés à la mobilité. Les appareils mobiles doivent être facilement transportables, tout en étant suffisamment puissants. Les logiciels mobiles doivent tenir compte de la mobilité de l'utilisateur.

## Principales caractéristiques
Les principales caractéristiques de l'informatique mobile sont :
- Portabilité : Les appareils mobiles doivent faciliter la mobilité, donc être facilement transportables. Ces appareils peuvent avoir des capacités limitées et une alimentation électrique limitée, mais ils doivent avoir une capacité de traitement et une portabilité physique suffisantes pour fonctionner dans un environnement mobile.

- Connectivité : L'informatique mobile implique une haute qualité de service (QoS) de la connectivité au réseau. Dans un système informatique mobile, on s'attend à ce que la disponibilité du réseau soit maintenue à un niveau élevé avec un minimum de décalage et de panne, malgré la mobilité des appareils connectés.

- Interactivité : Les appareils d'un système informatique mobile sont connectés les uns aux autres pour communiquer et collaborer par le biais de transactions de données.

- Individualité : Un appareil portable connecté à un réseau mobile désigne souvent un individu ; un système informatique mobile doit être capable de répondre aux besoins de cet individu et de tenir compte des informations contextuelles de chaque appareil connecté.

## Appareils mobiles
Voici quelques appareils mobiles qui rendent l'informatique mobile possible :
- ordinateur transportable (discontinué) ;
- assistant personnel numérique (discontinué) ;
- ordinateur personnel ultramobile (discontinué) ;
- ordinateur portable ;
- ordinateur ultraportable ;
- tablette ;
- téléphone intelligent ;
- ordinateur prêt-à-porter ;
- liseuse ;
- carputer.

## Limitations
La mobilité s'obtient au détriment de certains acquis de l'informatique traditionnelle. Par exemple :
- Réduction de l'extensibilité, de la remplaçabilité et de la modularité : Contrairement aux PC traditionnels basés sur une carte mère, les appareils mobiles utilisent l'architecture système sur une puce (en anglais, SoC), ce qui en réduit grandement l'extensibilité, la remplaçabilité et la modularité.
- Absence de BIOS : Comme la plupart des appareils portables ne disposent pas d'un véritable BIOS, leurs capacités de démarrage sont limitées puisqu'ils ne peuvent démarrer que dans le seul système d'exploitation avec lequel ils ont été livrés, contrairement au modèle de BIOS des PC traditionnels.
- Débit, portée et coût : le débit de l'Internet mobile est généralement plus lent que les connexions directes par câble coaxial. Les réseaux mobiles sont généralement disponibles uniquement autour des tours de téléphonie cellulaire commerciales et sont coûteux d'utilisation. Les réseaux locaux sans fil à haut débit sont peu coûteux, mais ont une portée très limitée.
- Sécurité : Lorsque l'on travaille en mobilité, on est dépendant des réseaux publics, ce qui nécessite une utilisation prudente de RPV.
- Consommation d'énergie : Lorsqu'une prise de courant, une pile de secours ou un générateur portable n'est pas disponible, les ordinateurs mobiles doivent se fier entièrement à leur pile. Compte tenu de la petite taille de nombreux appareils mobiles, cela signifie souvent qu'il faut utiliser des batteries inhabituellement coûteuses pour obtenir l'autonomie nécessaire.
- Interférences de transmission : Les conditions météorologiques, le terrain et la distance du point de signal le plus proche peuvent tous interférer avec la réception du signal. La réception dans les tunnels, certains bâtiments et les zones rurales est souvent mauvaise.
- Risques pour la santé : Les personnes qui utilisent des appareils mobiles en conduisant sont souvent distraites de la conduite et sont donc plus susceptibles d'être impliquées dans des accidents de la route[1]. Les téléphones portables peuvent aussi interférer avec des appareils médicaux sensibles.
- Piètre qualité de l'interface humaine avec l'appareil : Les écrans et les claviers ont tendance à être petits, ce qui peut les rend plus difficiles à utiliser. D'autres méthodes de saisie, comme la reconnaissance vocale ou la reconnaissance de l'écriture manuscrite, nécessitent souvent que l'on soumette l'appareil à un apprentissage.

## Communications mobiles
Les connexions sans fil utilisées dans l'informatique mobile prennent trois formes :
- Les services de données cellulaires utilisent les technologies GSM, CDMA ou GPRS, les réseaux 3G tels que W-CDMA, EDGE ou CDMA2000[3],[4] et plus récemment les réseaux 4G et 5G. Ces réseaux sont généralement disponibles à portée des tours cellulaires commerciales.
- Les connexions Wi-Fi offrent des performances plus élevées[5]. Elles peuvent se trouver sur un réseau privé d'entreprise ou être accessibles via des bornes Wi-Fi publiques. Elles ont une portée typique de 100 pieds à l'intérieur et jusqu'à 1000 pieds à l'extérieur[6].
- L'accès à l'Internet par satellite couvre des zones où les réseaux cellulaires et Wi-Fi ne sont pas disponibles[7] et peut être utilisé partout où l'utilisateur dispose d'une ligne de vue sur l'emplacement du satellite[8], ce qui, pour les satellites en orbite géostationnaire, signifie avoir une vue non obstruée du ciel[2].

Certains déploiements d'entreprise combinent plusieurs réseaux cellulaires ou utilisent un mélange de réseaux cellulaires, Wi-Fi et satellite. Lors de l'utilisation d'un mélange de réseaux, un réseau privé virtuel mobile (en) (RPV mobile) gère non seulement les problèmes de sécurité, mais effectue également les connexions à plusieurs réseaux automatiquement et maintient les connexions pour éviter les pannes ou la perte de données lors des transitions de réseau ou de perte de couverture,.

## Sécurité
La sécurité mobile, ou plus précisément la sécurité des appareils mobiles, est la protection des téléphones intelligents, des tablettes et des ordinateurs portables contre les menaces associées à l'informatique mobile. La sécurité des informations personnelles et professionnelles désormais stockées sur les téléphones intelligents est particulièrement préoccupante.